# Vadaskert (Hobo Blues Band-album)
A Vadaskert a  magyar Hobo Blues Band blueszenekar tizenötödik nagylemeze, amely dupla CD-ből áll.

## Számok

### CD-1
1. Vadaskert – 10:12
2. Egy hajókirándulás – 3:24
3. Der Medve – 4:05
4. Műmese – 2:58
5. A vadőr vallomása – 4:09
6. A nyúl felszólalása – 7:12
7. A háziállatok himnusza – 5:18
8. Bohóc a dobozon – 3:28
9. A vadember sírverse – 0:56

### CD-2
1. Csipkerózsika és a hét törpe – 4:22
2. Óvodai idill – 5:05
3. A medve halála – 4:08
4. Meztelen majom – 5:22
5. Requiem – 2:45
6. Királyválasztás – 6:50
7. Sültbolond – 3:15
8. Felhőlovas – 1:34
9. Isten melyik oldalon áll? – 4:28
10. Családom a természet – 4:51

## Közreműködők
- Solti János – dob
- Földes László – ének
- Zsoldos Tamás – basszusgitár
- Tóth János Rudolf – gitár
- Tátrai Tibor – gitár